# スピードライブ
「スピードライブ」は、日本の歌手・misonoの3作目のシングル。

## 概要
- 前作「個人授業」から2か月ぶりのシングル。
- 表題曲は藤澤恵麻と小池徹平主演の映画『ラブ★コン』の主題歌に[1][2]、カップリング曲はABCグループのTV-CMソングにそれぞれ起用された。初めて映画並びにCMのタイアップを手掛けた。
- ジャケットの異なるCD+DVD規格とCD規格の2形態で発売され、DVDには表題曲のビデオクリップが収録された。なお、ジャケットは童話『みにくいアヒルの子』をイメージした着ぐるみを着用しており、CD+DVD規格ではハクチョウ、CD規格ではアヒルに扮している[1]。
- オリコンチャート初登場21位を獲得。3作連続でトップ30入りを果たした。

## 収録曲
| #         | タイトル                                               | 作詞      | 作曲       | 編曲             | 時間  |
| --------- | ------------------------------------------------------ | --------- | ---------- | ---------------- | ----- |
| 1.        | 「スピードライブ」                                     | misono    | 蔦谷好位置 | イズタニタカヒロ | 4:26  |
| 2.        | 「アリとキリギリス 〜10 years later〜」                | misono    | 中津川陽三 | 中津川陽三       | 4:28  |
| 3.        | 「スピードライブ -Instrumental-」                      |           | 蔦谷好位置 | イズタニタカヒロ | 4:26  |
| 4.        | 「アリとキリギリス 〜10 years later〜 -Instrumental-」 |           | 中津川陽三 | 中津川陽三       | 4:26  |
| 合計時間: | 合計時間:                                              | 合計時間: | 合計時間:  | 合計時間:        | 17:46 |

### 解説
1. スピードライブ
タイトルは「スピード」と「ドライブ」を掛け合わせた造語である[1]。
2. アリとキリギリス 〜10 years later〜
3. スピードライブ -Instrumental-
表題曲のインストゥルメンタルバージョン。
4. アリとキリギリス 〜10 years later〜 -Instrumental-
カップリング曲のインストゥルメンタルバージョン。

## 参加ミュージシャン
- misono：Vocal (#1,2)

support musician
- イズタニタカヒロ：Programming (#1,3)、Additional Programming (#2,4)
- 平野友義：Guitar (#1,3)
- 中津川陽三：Guitar (#2,4)
- 島本道太郎：Bass (#2,4)
- 永井利光：Drums (#2,4)
- 小林正弘：Trumpet (#1,3)
- 鈴木明男：Alto Saxophone (#1,3)
- 広原正典：Trombone (#1,3)

## タイアップ
- 松竹配給映画『ラブ★コン』主題歌 (#1)
- ABCグループ『ABCグループ』TV-CMソング (#2)

## 収録アルバム
- never+land (#1,2)